# 观光鳞毛蕨
观光鳞毛蕨（学名：Dryopteris tsoongii）为鳞毛蕨科鳞毛蕨属下的一个种。